# Risoluzione congiunta
La risoluzione congiunta (joint resolution in inglese) è una misura legislativa utilizzata dal Congresso degli Stati Uniti d'America. Richiede il voto favorevole sia della Camera che del Senato ed è legata alla successiva approvazione del Presidente che, come nel caso di un normale disegno di legge (Bill), può esercitare il potere di veto.

## Utilizzo
Generalmente non c'è differenza tra una legge (Act) emanata attraverso un disegno di legge o una risoluzione congiunta. Esiste però un diverso utilizzo dei due procedimenti legislativi.
I disegni di legge sono normalmente utilizzati per creare, abrogare o emendare leggi esistenti nel Codice statunitense, nonché per le dodici leggi di accantonamento annuali. 
Le risoluzioni congiunte sono invece utilizzate soprattutto per:
- Autorizzare piccoli accantonamenti
- Per risoluzioni (continuing resolution) che estendono accantonamenti presi in un precedente anno fiscale quando una o più delle dodici leggi di accantonamento hanno ritardato il proprio iter
- Per creare commissioni temporanee o altri organismi ad hoc
- Per creare temporanee eccezioni a leggi esistenti
- Per dichiarare guerra
- Per prendere possesso di altri territori o nazioni in modo più semplice e più rapido rispetto al normale trattato di annessione.